# Juancho Torres
Juan Francisco Torres Correa, más conocido como Juancho Torres (Sincelejo, 5 de enero de 1944-Bogotá, 5 de marzo de 2018) fue un músico, compositor y director de orquesta colombiano. Fue el impulsor de los géneros porro, merecumbé y fandango.

## Biografía
Juancho Torres nació en Sincelejo. En 1967, viajó a Londres, a estudiar música. Allí se inscribió al Hamspead Garden Institute, y permaneció en la capital inglesa por más de 10 años, donde además terminó estudios de administración de empresas. Durante su estadía en Londres en una visita al tradicional bar de jazz Ronnie Scott's, en el SoHo londinense en 1973, pudo conocer big band de Duke Ellington.
En 1994 fundó su orquesta Big Bang, con el apoyo de cinco trompetas, seis saxos, cuatro trombones, seis músicos en percusión y armonía: bajo, piano, batería, timbales, congas y percusión menor; además de tres voces masculinas y una femenina. Con esa formación recorrió Colombia y varios países más a ritmo de cumbia, porro, gaita y merecumbé, pero también en compás andino y de jazz bajo el formato al mejor estilo de las de Lucho Bermúdez, Pacho Galán, Edmundo Arias y Guillermo González.
A su haber quedan más de 30 trabajos discográficos, lanzados en álbumes de gran factura visual y sonora, así como la presencia de su banda en al menos 600 bailes, de los cuales uno de ellos, el 3 de junio de 2010, fue hecho en asocio con la Radio Nacional de Colombia. En 2011 fue artista de cierre del Festival Colombia al Parque. Entre sus canciones se destacan «Cartagena bonita», «La aventurera», y «Cabaretera». En usas últimos años residía en Cúcuta, falleció de un cáncer en Bogotá a sus 74 años de edad el 5 de marzo de 2018.